# Antonio da Costa Fernandes
António da Costa Fernandes, també conegut com a Tony da Costa (nascut el 1942), és un polític angolès. El 1963 va anar a estudiar a Portugal, on va planejar alçar-se en armes contra les autoritats colonials. Després va marxar a Suïssa, on va conèixer Jonas Savimbi. Tots dos van fundar UNITA el 1966 i Da Costa Fernandes en va ser representant a la Gran Bretanya
Després, quan UNITA es va alinear amb la República Popular de la Xina, va reclutar refugiats a Zàmbia perquè s'entrenessin en aquell país. Durant la Guerra Civil Angolesa va exercir com a ministre d'Afers Exteriors. El 1992, Da Costa Fernandes i el ministre d'Interior d'UNITA, el general Miguel N'Zau Puna, van abandonar el partit per denunciar el fet que, presumptament, el líder d'UNITA, Jonas Savimbi, havia ordenat els assassinats de Wilson dos Santos, delegat d'UNITA a Portugal, i Tito Chingunji, un dels predecessors de Da Costa Fernandes. Les morts de Dos Santos i Chingunji i les defeccions de Da Costa Fernandes i Puna van afeblir les relacions entre els Estats Units i UNITA i van danyar seriosament la reputació internacional de Savimbi. Després de la seva defecció va ingressar en l'MPLA, que el va nomenar diplomàtic a la Gran Bretanya i a l'Índia.